# Харитонов, Алексей Александрович (самбист)
Алексей Александрович Харитонов (род. 2 ноября 1978, Заречный, Пензенская область) — российский самбист, многократный чемпион и призёр чемпионатов России, Европы и мира, Заслуженный мастер спорта России.

## Спортивные результаты
- Чемпионат России по самбо 2000 года — ;
- Чемпионат России по самбо 2001 года — ;
- Чемпионат России по самбо 2002 года — ;
- Чемпионат России по самбо 2004 года — ;
- Чемпионат России по самбо 2006 года — ;
- Чемпионат России по самбо 2007 года — ;
- Чемпионат России по самбо 2008 года — ;
- Чемпионат России по самбо 2009 года — ;
- Чемпионат России по самбо 2010 года — ;
- Чемпионат России по самбо 2011 года — ;
- Чемпионат России по самбо 2012 года — ;
- Чемпионат России по самбо 2014 года — .